# Jordi Llopart
Jordi Llopart Ribas (El Prat de Llobregat; 5 de mayo de 1952-Badalona, 11 de noviembre de 2020) fue un atleta español especializado en  marcha atlética y, más concretamente, en la prueba de los 50 km marcha, en la que fue Campeón de Europa en el Campeonato Europeo de Atletismo de 1978, Subcampeón Olímpico en los Juegos Olímpicos de Moscú de 1980 y plusmarquista europeo con 3h:44':33". 

## Carrera deportiva
Entrenado por su padre, Moisés Llopart, junto a Josep Marín, con el que mantuvo una gran rivalidad bien llevada como amigos al principio pero que se fue deteriorando hasta el punto de no hablarse, fueron los máximos exponentes de la marcha española del siglo pasado.  
Jordi Llopart fue el primer español en conseguir la medalla de oro en una prueba de atletismo en los campeonatos de Europa y el primer medallista olímpico español en una prueba de atletismo. También fue ocho veces campeón de España de 50 km marcha y una vez de 20 km.
Participó en los Juegos Olímpicos de Moscú, Los Ángeles y Seúl. Después de retirarse del mundo de la competición se dedicó al entrenamiento de atletas; dirigió al marchador Daniel Plaza, con el que consiguió ganar una medalla de oro en los Juegos Olímpicos de Barcelona 1992.
En 2004, fue socio fundador y vicepresidente de la Asociación Española de Marcha Atlética (AEMA).
En 2008, se incorporó a la sección de atletismo del FC Barcelona como secretario técnico.
En 2009, también fue contratado por la Federación de México de atletismo para trabajar durante los cuatro años siguientes, con el objetivo de aumentar el nivel de los marchadores mexicanos de cara a los Juegos Olímpicos de Londres 2012.
Colaboró con Maurizio Damilano y la Escuela italiana del Caminar de Saluzzo, utilizando el caminar rápido como forma de deporte y salud (Fitwalking), que ayuda a prevenir muchas enfermedades. En 2012, fue el introductor de esta forma de caminata rápida en España.
El 10 de noviembre de 2020, Jordi Llopart ingresó en un hospital de Barcelona, a consecuencia de un infarto, que le provocó un coma irreversible. El 11 de noviembre de 2020 falleció a los 68 años.

## Premios, reconocimientos y distinciones
- Medalla de Plata de la Real Orden del Mérito Deportivo, otorgada por el Consejo Superior de Deportes (1994)[11]
- Orden Olímpica del Comité Olímpico Internacional.
- Mejor atleta español del año 1980.
- Mejor atleta de Canet de Mar.